# ونکایا نایدو
مپاواراپو ونکایا نایدو متولد اول ژوئیه ۱۹۴۹ یک سیاستمدار هندی و معاون رئیس‌جمهور فعلی هندوستان است که از ۱۱ اگوست ۲۰۱۷ در این مقام اداری فعالیت داشته‌است. او پیش از این، وزیر مسکن و شهرسازی، توسعه شهری و اطلاعات و ارتباطات در کابینه مودی یکی از رهبران برجسته حزب بهاراتیا جاناتا بوده‌است. او همچنین از سال ۲۰۰۲ تا ۲۰۰۴ ریاست جمهوری ملی را به عهده داشت. همچنین در گذشته او وزیر کابینه اتحادیه برای توسعه روستایی در دولت آتال بیهاری واجپایی بود. نایدو به عنوان معاون رئیس‌جمهور هند در ۱۱ اگوست ۲۰۱۷ سوگند یاد کرد.

## فعالیت‌های سیاسی

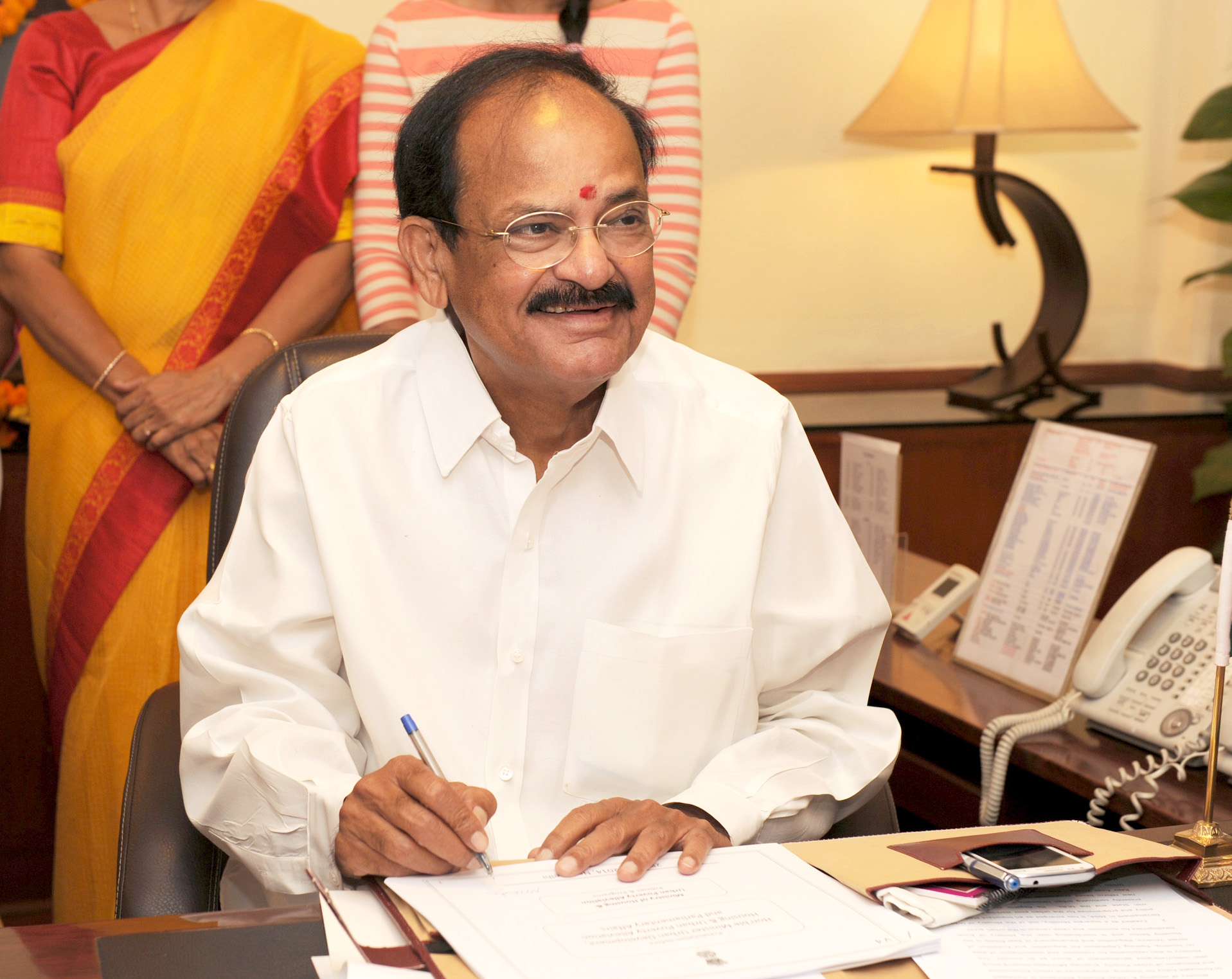
نایدو در حال امضای یک متن

نایدو هم به عنوان یک رهبر دانشجویی و هم شخصیت سیاسی همواره به عنوان سخنرانی درخشان که به شدت از کشاورزان و توسعه مناطق عقب مانده دفاع می‌کرد اهمیت و شهرت فراوانی یافت. مهارتهای سخنوری و فعالیت مستمر سیاسی وی باعث پیروزی سیاسی او شد و در سالهای ۱۹۷۸ و ۱۹۸۳ دو بار در انتخابات مجلس قانون گذاری آندرا پرادش به عنوان نماینده انتخاب شد. او در سال ۱۹۷۸ و ۱۹۸۳ به یکی از محبوب‌ترین رهبران در آندرا تبدیل شد.
پس از خدمت در پست‌های مختلف سازمانی در سطح ایالتی و ملی، او در سال ۱۹۹۸ به عنوان عضو راجیه سبها از کارناتاکا انتخاب گردید. همچنین در سالهای ۲۰۰۴ و ۲۰۱۰ بار دیگر از کارناتاکا انتخاب شد. او به عنوان سخنگوی حزب در سالهای ۱۹۹۶ تا ۲۰۰۰ خدمت کرده و این کار را با خردورزی و شایستگی‌های شگفت‌انگیز انجام می‌داد. بر خلاف اکثر سیاستمداران جنوب هند، نایدو تلاش کرد هندیان را تشویق کند که یک تظاهرات عمومی در شمال هند را پشتیبانی نمایند.
نایدو همچنین در یک سازمان خدمات اجتماعی که توسط خود او در بخش نیلور تأسیس شده فعال است. این سازمان یک مدرسه برای کودکان فقیر، یتیم و کودکانی با نیازهای ویژه را اداره می‌کند و برنامه‌های آموزشی خودکفا برای شهروندان به ویژه برای زنان و جوانان فراهم می‌کند. او در تاریخ ۲۹ می ۲۰۱۶ از راجستان نامزد و انتخاب گردید.
در ۵ ژوئیه ۲۰۱۶ او که همزمان به عنوان وزیر ارتباطات و فناوری اطلاعات و مسئول پخش درآمد فعالیت می‌کرد از هر دو این سمت‌ها کناره‌گیری کرد تا در انتخابات معاون رئیس‌جمهور شرکت کند که در این انتخابات با ۵۱۶ رای در برابر رقیب با ۲۴۴ رای معاونت ریاست جمهوری را بدست آورد.